# Janopol (województwo świętokrzyskie)
Janopol – wieś sołecka w Polsce, położona w województwie świętokrzyskim, w powiecie opatowskim, w gminie Ożarów.
| SIMC    | Nazwa        | Rodzaj     |
| ------- | ------------ | ---------- |
| 0802538 | Nowy Janopol | część wsi  |
| 0802544 | Piotrów      | przysiółek |

W latach 1975–1998 miejscowość administracyjnie należała do województwa tarnobrzeskiego.